# 鄧弗里斯郡、克萊茲代爾和特威德爾 (英國國會選區)
鄧弗里斯郡、克萊茲代爾和特威德爾（英語：Dumfriesshire, Clydesdale and Tweeddale），英國國會一郡選區，位於蘇格蘭中南部，包括鄧弗里斯-加洛韋、南拉纳克郡及蘇格蘭邊區一部。
選區自2005年創設以來一直由保守黨的戴維·蒙戴爾連任。